# 陞官図

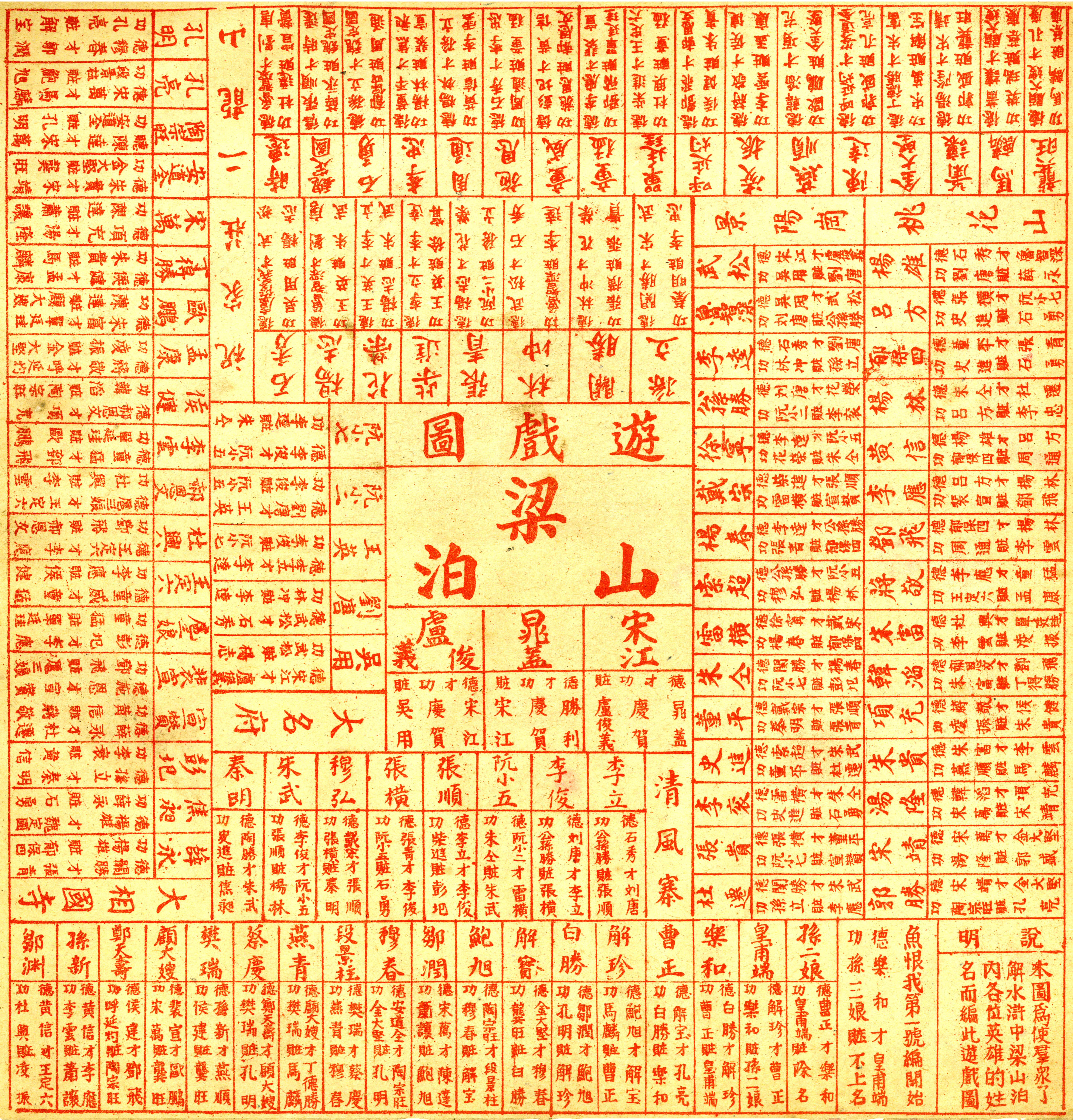
水滸伝の陞官図

陞官図（しょうかんず）は、中国の伝統的なすごろくに似たゲーム。各マス目に官職が記されており、4面の独楽（コマ）を回して、出た目にしたがってマス目を移動し、高い官職につくのを目的とする。日本の現在のすごろくが出た目の数だけ進むのを基本としているのに対し、陞官図ではどこからどこへ行くかは各マス目の指示を見なければわからないところに特徴がある（このような種類のすごろくを「飛び双六」と呼ぶ）。
中国の伝統的なすごろくとしてはほかに螺旋形に進む葫蘆運（葫蘆問とも）がある。

## ルール
陞官図は専用の盤（普通は紙製）と専用の独楽（4面のそれぞれに「徳・才・功・贓」の字が書かれたもの）を使用する。各競技者が交互に独楽を回して、盤の指示に従って駒を移動させる。
盤には一番下の白丁（無冠）から一番上の太師・太保・太傅までの官職が書かれており、それぞれの官の名の下に、どの目が出たらどこへ移動するかが書いてある。おおむね中央に行くほど官位が高くなるように書かれているものが多い。

## 歴史
陞官図の原型と思われるゲームとして「骰子選格」「彩選格」などがある。宋代の文献によれば、このゲームは9世紀前半の李郃が発明したという。『太平広記』の引く「感定録」（李郃を李邰とする）によると、このゲームは「葉子」とも呼ばれたという（明以降の葉子戯はカードゲームであって、これとは別。馬弔を参照）。
李郃とほぼ同時代の房千里に「骰子選格序」という文章があり、それによると、開成3年（838年）にこのゲームを遊んだが、かわるがわるサイコロを投げて、出た目に従って出世して職官が変わるものであったという。房千里はこのゲームに使われた67種の官職を記している。
宋代にもさまざまに手を加えられたものが遊ばれていた。そのうち、漢代の官職をもとにした劉敞（劉攽の撰とも）『漢官儀』が現存しているが、各官位ごとに何の目が出たらどこに行くかが書いてあり、2個のサイコロを振って官職を変わるほか、複雑な規則のある賭博であった。
17世紀はじめの『五雑組』によると、陞官図と同工異曲の選仙図や選仏図というゲームがあったという。選仙図についてはすでに宋の李清照「打馬図序」で言及されており、運まかせで技巧の働かせようのないゲームとして批判されている。

## 伝播
朝鮮ではスンギョンド（승경도、陞卿図）と呼ばれ、独楽ではなくユンモク（윤목、輪木）と呼ばれる5面の棒状サイコロを使用する。各面は刻み目の数で区別し、ユンノリと同じ名称で呼ばれる。最高官位の領議政にあがるのを目的とするコースほか、いくつかのコースに分かれる。
日本の絵すごろくの先祖とされる仏法すごろくはすべてのマスに目ごとの行く先が書いてあり、『五雑組』にいう選仏図に由来するという説がある。
陞官図に使うものと同様の独楽は世界中に分布する。イギリスのティートータムや、ハヌカーで使用するドレイドルなどがよく知られる。日本でも「お花独楽」という同様の独楽があり、賭博に使われた。